# Getúlio Vargas

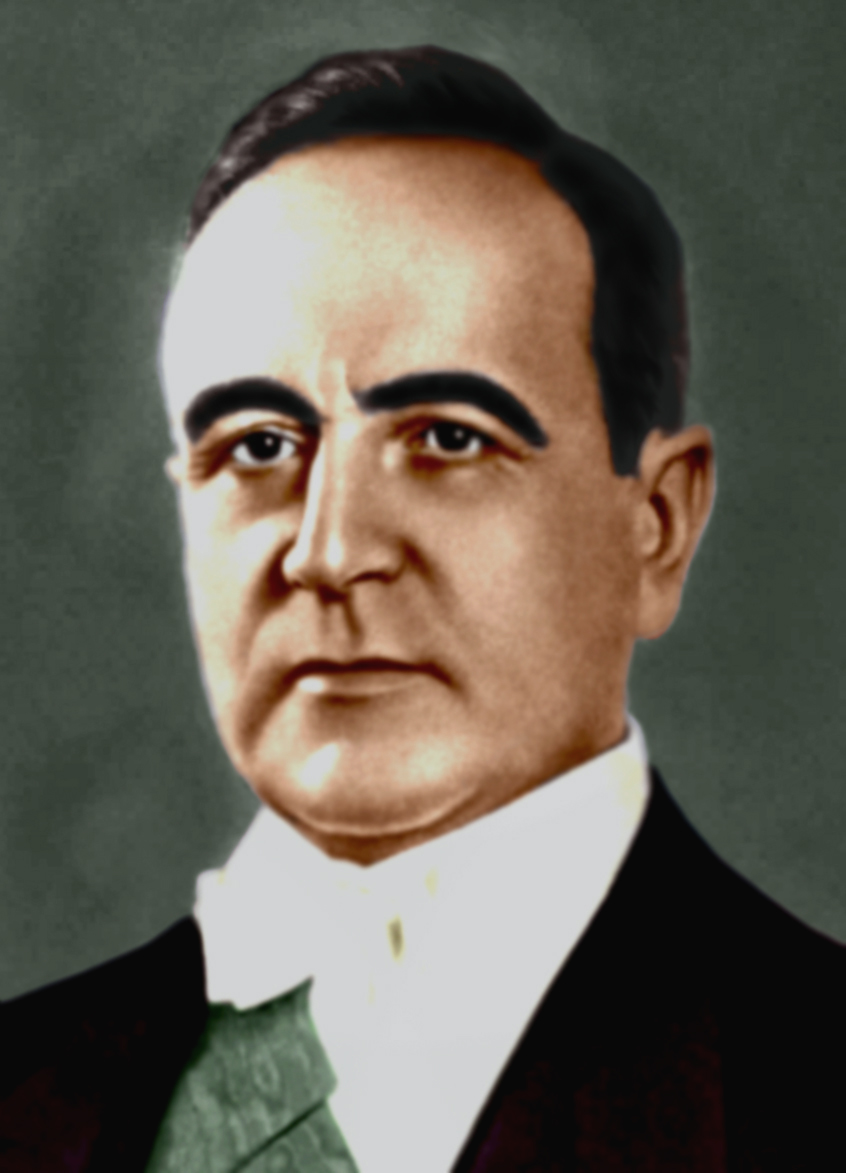
Getúlio Vargas

Getúlio Dornelles Vargas (n. 19 aprilie 1882, São Borja, Rio Grande do Sul - d. 24 august 1954, Rio de Janeiro) a fost de două ori președintele Braziliei, între 1930-1945 și 1951-1954.
A devenit președinte în urma unei lovituri de stat, în 1930. În 1934 regimul său dă o nouă constituție semi-fascistă țării, cu elemente inspirate din corporatismul mussolinian. În 1937, fiindu-i interzisă (prin constituție) o nouă candidatură, impune regimul său dictatorial „Estado Novo”, asemănător cu dictatura lui Salazar din Portugalia. Având la începutul celui de-al doilea război mondial o poziție neutrală, începând cu 1942 adoptă o poziție pro-aliată. În 1945 este înlăturat de la putere de o lovitură de stat militară.
Se întoarce în politică în 1951, fiind ales președinte. Este fondatorul companiei petroliere naționale braziliene, Petrobras. Învinuit de armată că a fost în spatele unei tentative de asasinare a principalului său adversar politic, Carlos Lacerda, se sinucide împușcându-se în piept.
În 2014, a fost produs filmul Getúlio, despre ultimele 19 zile din viața președintelui Vargas.
1. 1 2  Getúlio Vargas, Store norske leksikon
2. 1 2  Getulio Vargas, Encyclopædia Britannica Online, accesat în 9 octombrie 2017
3. 1 2  Getulio Dornelles Vargas, Find a Grave, accesat în 9 octombrie 2017
4. 1 2  Autoritatea BnF, accesat în 10 octombrie 2015
5. ↑  Brockhaus Enzyklopädie
6. 1 2 3 4  Geni.com